# F3 giapponese 2008
La stagione 2008 dell'All-Japan Formula 3 è stata la 30ª del campionato giapponese di Formula 3. L'olandese Carlo van Dam conquistò il titolo, mentre Hideki Yamauchi conquistò quello della Classe Nazionale. La TOM'S si aggiudicò entrambi i titoli riservati alle scuderie.

## La pre-stagione

### Calendario
| Gara | Gara | Circuito                           | Giri | Lunghezza | Data         | Ora |
| ---- | ---- | ---------------------------------- | ---- | --------- | ------------ | --- |
| 1    | G1   | Fuji Speedway                      |      |           | 5 aprile     |     |
| 1    | G2   | Fuji Speedway                      |      |           | 6 aprile     |     |
| 2    | G1   | Autopolis                          |      |           | 26 aprile    |     |
| 2    | G2   | Autopolis                          |      |           | 27 aprile    |     |
| 3    | G1   | Circuito di Suzuka                 |      |           | 10 maggio    |     |
| 3    | G2   | Circuito di Suzuka                 |      |           | 11 maggio    |     |
| 4    | G1   | Twin Ring Motegi                   |      |           | 24 maggio    |     |
| 4    | G2   | Twin Ring Motegi                   |      |           | 25 maggio    |     |
| 5    | R1   | Circuito Internazionale di Okayama |      |           | 7 giugno     |     |
| 5    | G2   | Circuito Internazionale di Okayama |      |           | 8 giugno     |     |
| 6    | G1   | Circuito di Suzuka                 |      |           | 12 luglio    |     |
| 6    | G2   | Circuito di Suzuka                 |      |           | 13 luglio    |     |
| 7    | G1   | Twin Ring Motegi                   |      |           | 9 agosto     |     |
| 7    | G2   | Twin Ring Motegi                   |      |           | 10 agosto    |     |
| 8    | G1   | Fuji Speedway                      |      |           | 30 agosto    |     |
| 8    | G2   | Fuji Speedway                      |      |           | 31 agosto    |     |
| 9    | G1   | Sportsland SUGO                    |      |           | 20 settembre |     |
| 9    | G2   | Sportsland SUGO                    |      |           | 21 settembre |     |

- Tutte le corse sono disputate in Giappone.

## Piloti e team
| Team                   | Telaio                                      | No | Pilota               | Classe | Weekend di Gare |
| ---------------------- | ------------------------------------------- | -- | -------------------- | ------ | --------------- |
| Team TOM'S             | F308-Toyota-TOM'S                           | 1  | Carlo van Dam        | C      | Tutti           |
| Team TOM'S             | F308-Toyota-TOM'S                           | 36 | Keisuke Kunimoto     | C      | Tutti           |
| Team TOM'S             | F308-Toyota-TOM'S                           | 37 | Takuto Iguchi        | C      | Tutti           |
| Toda Racing            | F308- Mugen-Honda                           | 2  | Daisuke Nakajima     | C      | Tutti           |
| Hanashima Racing       | F306- Toyota-TOM'S                          | 5  | Takashi Nagase       | N      | 1-5             |
| Hanashima Racing       | F306- Toyota-TOM'S                          | 5  | Katsuaki Kubota      | N      | 6-9             |
| Team Real              | F308-Mugen-Honda                            | 7  | Naoki Yamamoto       | C      | Tutti           |
| Team Real              | F308-Mugen-Honda                            | 8  | Yuki Nakayama        | C      | Tutti           |
| ThreeBond Racing       | F308-Nismo Nissan                           | 12 | Hironobu Yasuda      | C      | Tutti           |
| Aim Sports             | F305-Toyota-TOM'S Dallara F307-Toyota-TOM'S | 18 | Masaki Matsushita    | N      | Tutti           |
| PTRS                   | F307-Toyota-TOM'S                           | 19 | Zahir Ali            | N      | Tutti           |
| PTRS                   | F307-Toyota-TOM'S                           | 20 | Alexandre Imperatori | N      | Tutti           |
| Now Motor Sport        | F308- Toyota-TOM'S                          | 33 | Kei Cozzolino        | C      | Tutti           |
| TOM'S Spirit           | F306-Toyota-TOM'S                           | 38 | Hideki Yamauchi      | N      | Tutti           |
| Denso Team Le Beausset | F308-Toyota                                 | 62 | Kōki Saga            | C      | Tutti           |
| Denso Team Le Beausset | F305- Toyota                                | 63 | Hideto Yasuoka       | N      | Tutti           |
| Exceed Motor Sports    | F306-Toyota-TOM'S                           | 74 | Motoki Sakurai       | N      | Tutti           |

| Icona | Classe     |
| ----- | ---------- |
| C     | Campionato |
| N     | Nazionale  |

- Tutte le vetture sono Dallara.

## Risultati e classifiche

### Risultati
| Gara | Gara | Circuito  | Pole Position    | Giro veloce      | Vincitore        | Vettura                   | Team             |
| ---- | ---- | --------- | ---------------- | ---------------- | ---------------- | ------------------------- | ---------------- |
| 1    | G1   | Fuji      | Takuto Iguchi    | Takuto Iguchi    | Takuto Iguchi    | Dallara-Toyota Team TOM'S | Team TOM'S       |
| 1    | G2   | Fuji      | Takuto Iguchi    | Takuto Iguchi    | Takuto Iguchi    | Dallara-Toyota Team TOM'S | Team TOM'S       |
| 2    | G1   | Autopolis | Takuto Iguchi    | Takuto Iguchi    | Takuto Iguchi    | Dallara-Toyota Team TOM'S | Team TOM'S       |
| 2    | G2   | Autopolis | Carlo van Dam    | Takuto Iguchi    | Keisuke Kunimoto | Dallara-Toyota Team TOM'S | Team TOM'S       |
| 3    | G1   | Suzuka    | Hironobu Yasuda  | Keisuke Kunimoto | Hironobu Yasuda  | Dallara-Nismo Nissan      | ThreeBond Racing |
| 3    | G2   | Suzuka    | Hironobu Yasuda  | Carlo van Dam    | Carlo van Dam    | Dallara-Toyota Team TOM'S | Team TOM'S       |
| 4    | G1   | Motegi    | Carlo van Dam    | Keisuke Kunimoto | Carlo van Dam    | Dallara-Toyota Team TOM'S | Team TOM'S       |
| 4    | G2   | Motegi    | Carlo van Dam    | Kei Cozzolino    | Hironobu Yasuda  | Dallara-Nismo Nissan      | ThreeBond Racing |
| 5    | G1   | Okayama   | Takuto Iguchi    | Takuto Iguchi    | Naoki Yamamoto   | Dallara-Mugen-Honda       | Team Real        |
| 5    | G2   | Okayama   | Carlo van Dam    | Carlo van Dam    | Carlo van Dam    | Dallara-Toyota Team TOM'S | Team TOM'S       |
| 6    | G1   | Suzuka    | Carlo van Dam    | Carlo van Dam    | Carlo van Dam    | Dallara-Toyota Team TOM'S | Team TOM'S       |
| 6    | G2   | Suzuka    | Carlo van Dam    | Carlo van Dam    | Carlo van Dam    | Dallara-Toyota Team TOM'S | Team TOM'S       |
| 7    | G1   | Motegi    | Keisuke Kunimoto | Carlo van Dam    | Carlo van Dam    | Dallara-Toyota Team TOM'S | Team TOM'S       |
| 7    | G2   | Motegi    | Keisuke Kunimoto | Takuto Iguchi    | Keisuke Kunimoto | Dallara-Toyota Team TOM'S | Team TOM'S       |
| 8    | G1   | Fuji      | Carlo van Dam    | Hironobu Yasuda  | Carlo van Dam    | Dallara-Toyota Team TOM'S | Team TOM'S       |
| 8    | G2   | Fuji      | Carlo van Dam    | Keisuke Kunimoto | Keisuke Kunimoto | Dallara-Toyota Team TOM'S | Team TOM'S       |
| 9    | G1   | Sugo      | Carlo van Dam    | Carlo van Dam    | Carlo van Dam    | Dallara-Toyota Team TOM'S | Team TOM'S       |
| 9    | G2   | Sugo      | Carlo van Dam    | Kōki Saga        | Carlo van Dam    | Dallara-Toyota Team TOM'S | Team TOM'S       |

### Classifica piloti
- I punti sono assegnati secondo lo schema seguente:

| Sistema di punteggio | Sistema di punteggio | Sistema di punteggio | Sistema di punteggio | Sistema di punteggio | Sistema di punteggio | Sistema di punteggio | Sistema di punteggio | Sistema di punteggio | Sistema di punteggio | Sistema di punteggio | Sistema di punteggio | Sistema di punteggio |
| 1°                   | 2°                   | 3°                   | 4°                   | 5°                   | 6°                   | 7°                   | 8°                   | 9°                   | 10°                  | PP                   | GPV                  |                      |
| -------------------- | -------------------- | -------------------- | -------------------- | -------------------- | -------------------- | -------------------- | -------------------- | -------------------- | -------------------- | -------------------- | -------------------- | -------------------- |
| 20                   | 15                   | 12                   | 10                   | 8                    | 6                    | 4                    | 3                    | 2                    | 1                    | 1                    | 1                    |                      |

| Pos | Pilota           | FUJ 1 | FUJ 2 | AUT 1 | AUT 2 | SUZ 1 | SUZ 2 | MOT 1 | MOT 2 | OKA 1 | OKA 2 | SUZ 1 | SUZ 2 | MOT 1 | MOT 2 | FUJ 1 | FUJ 2 | SUG 1 | SUG 2 | Punti |
| --- | ---------------- | ----- | ----- | ----- | ----- | ----- | ----- | ----- | ----- | ----- | ----- | ----- | ----- | ----- | ----- | ----- | ----- | ----- | ----- | ----- |
| 1   | Carlo van Dam    | 2     | 2     | 3     | 3     | 3     | 1     | 1     | 2     | 2     | 1     | 1     | 1     | 1     | 2     | 1     | 2     | 1     | 1     | 322   |
| 2   | Keisuke Kunimoto | 4     | 3     | 10    | 1     | 2     | Rit   | 2     | Rit   | 9     | 2     | 2     | 2     | 2     | 1     | 4     | 1     | 3     | 2     | 219   |
| 3   | Takuto Iguchi    | 1     | 1     | 1     | 2     | 8     | 11    | 4     | Rit   | 8     | 3     | 4     | 3     | 3     | 3     | 2     | 3     | 2     | 3     | 216   |
| 4   | Hironobu Yasuda  | NP    | 4     | 6     | 6     | 1     | 2     | 3     | 1     | 4     | 8     | 6     | 5     | Rit   | 8     | 8     | 5     | 4     | 5     | 152   |
| 5   | Naoki Yamamoto   | 5     | 7     | 5     | 5     | Rit   | 4     | 5     | Rit   | 1     | 4     | 3     | 4     | 5     | 5     | 6     | 6     | 5     | 7     | 138   |
| 6   | Kei Cozzolino    | 3     | 5     | 2     | 4     | 6     | 3     | 8     | 4     | 7     | 7     | 5     | Rit   | 6     | 6     | 3     | 4     | 6     | Rit   | 133   |
| 7   | Kōki Saga        | 6     | 6     | 4     | 7     | 4     | 5     | 9     | 3     | 5     | 6     | 8     | Rit   | 7     | 9     | 11    | 9     | 9     | 4     | 99    |
| 8   | Yuki Nakayama    | 7     | 8     | 7     | 10    | 7     | 7     | 6     | 10    | 3     | 5     | Rit   | Rit   | 4     | 4     | 5     | 8     | 7     | 6     | 97    |
| 9   | Daisuke Nakajima | 8     | 9     | Rit   | 11    | 5     | 6     | 7     | Rit   | 6     | 9     | 7     | Rit   | 8     | 7     | Rit   | 7     | 8     | 8     | 54    |
| Pos | Pilota           | FUJ 1 | FUJ 2 | AUT 1 | AUT 2 | SUZ 1 | SUZ 2 | MOT 1 | MOT 2 | OKA 1 | OKA 2 | SUZ 1 | SUZ 2 | MOT 1 | MOT 2 | FUJ 1 | FUJ 2 | SUG 1 | SUG 2 | Punti |

| Colore  | Risultato             |
| ------- | --------------------- |
| Oro     | Vincitore             |
| Argento | 2º posto              |
| Bronzo  | 3º posto              |
| Verde   | Finito a punti        |
| Blu     | Finito senza punti    |
| Viola   | Ritirato (Rit)        |
| Viola   | Non classificato (NC) |
| Rosso   | Non qualificato (NQ)  |
| Nero    | Squalificato (SQ)     |
| Bianco  | Non partito (NP)      |
| Bianco  | Non ha gareggiato     |
| Bianco  | Infortunato (INF)     |
| Bianco  | Escluso (ES)          |
| Bianco  | Gara cancellata (C)   |

### Classifica scuderie
- I punti sono assegnati secondo lo schema seguente:

| Sistema di punteggio | Sistema di punteggio | Sistema di punteggio | Sistema di punteggio | Sistema di punteggio | Sistema di punteggio | Sistema di punteggio | Sistema di punteggio | Sistema di punteggio | Sistema di punteggio | Sistema di punteggio |
| 1°                   | 2°                   | 3°                   | 4°                   | 5°                   | 6°                   | 7°                   | 8°                   | 9°                   | 10°                  |                      |
| -------------------- | -------------------- | -------------------- | -------------------- | -------------------- | -------------------- | -------------------- | -------------------- | -------------------- | -------------------- | -------------------- |
| 20                   | 15                   | 12                   | 10                   | 8                    | 6                    | 4                    | 3                    | 2                    | 1                    |                      |

- Solo il primo dei piloti giunti al traguardi marca punti.

| \| Pos \| Team \| FUJ 1 \| FUJ 2 \| AUT 1 \| AUT 2 \| SUZ 1 \| SUZ 2 \| MOT 1 \| MOT 2 \| OKA 1 \| OKA 2 \| SUZ 1 \| SUZ 2 \| MOT 1 \| MOT 2 \| FUJ 1 \| FUJ 2 \| SUG 1 \| SUG 2 \| Punti \| \| --- \| ---------------------- \| ----- \| ----- \| ----- \| ----- \| ----- \| ----- \| ----- \| ----- \| ----- \| ----- \| ----- \| ----- \| ----- \| ----- \| ----- \| ----- \| ----- \| ----- \| ----- \| \| 1 \| Team TOM'S \| 1 \| 1 \| 1 \| 1 \| 2 \| 1 \| 1 \| 2 \| 2 \| 1 \| 1 \| 1 \| 1 \| 1 \| 1 \| 1 \| 1 \| 1 \| 345 \| \| 2 \| Team Real \| 5 \| 7 \| 5 \| 5 \| 7 \| 4 \| 5 \| 10 \| 1 \| 4 \| 3 \| 4 \| 4 \| 4 \| 5 \| 6 \| 5 \| 6 \| 158 \| \| 3 \| ThreeBond Racing \| NP \| 4 \| 6 \| 6 \| 1 \| 2 \| 3 \| 1 \| 4 \| 8 \| 6 \| 5 \| Rit \| 8 \| 8 \| 5 \| 4 \| 5 \| 149 \| \| 4 \| Now Motor Sport \| 3 \| 5 \| 2 \| 4 \| 6 \| 3 \| 8 \| 4 \| 7 \| 7 \| 5 \| Rit \| 6 \| 6 \| 3 \| 4 \| 6 \| Rit \| 132 \| \| 5 \| Denso Team Le Beausset \| 6 \| 6 \| 4 \| 7 \| 4 \| 5 \| 9 \| 3 \| 5 \| 6 \| 8 \| Rit \| 7 \| 9 \| 11 \| 9 \| 9 \| 4 \| 98 \| \| 6 \| Toda Racing \| 8 \| 9 \| Rit \| 11 \| 5 \| 6 \| 7 \| Rit \| 6 \| 9 \| 7 \| Rit \| 8 \| 7 \| Rit \| 7 \| 8 \| 8 \| 54 \| \| Pos \| Team \| FUJ 1 \| FUJ 2 \| AUT 1 \| AUT 2 \| SUZ 1 \| SUZ 2 \| MOT 1 \| MOT 2 \| OKA 1 \| OKA 2 \| SUZ 1 \| SUZ 2 \| MOT 1 \| MOT 2 \| FUJ 1 \| FUJ 2 \| SUG 1 \| SUG 2 \| Punti \| |                        |       |       |       |       |       |       |       |       |       |       |       |       |       |       |       |       |       |       |       |
| Pos | Team                   | FUJ 1 | FUJ 2 | AUT 1 | AUT 2 | SUZ 1 | SUZ 2 | MOT 1 | MOT 2 | OKA 1 | OKA 2 | SUZ 1 | SUZ 2 | MOT 1 | MOT 2 | FUJ 1 | FUJ 2 | SUG 1 | SUG 2 | Punti |
| 1 | Team TOM'S             | 1     | 1     | 1     | 1     | 2     | 1     | 1     | 2     | 2     | 1     | 1     | 1     | 1     | 1     | 1     | 1     | 1     | 1     | 345   |
| 2 | Team Real              | 5     | 7     | 5     | 5     | 7     | 4     | 5     | 10    | 1     | 4     | 3     | 4     | 4     | 4     | 5     | 6     | 5     | 6     | 158   |
| 3 | ThreeBond Racing       | NP    | 4     | 6     | 6     | 1     | 2     | 3     | 1     | 4     | 8     | 6     | 5     | Rit   | 8     | 8     | 5     | 4     | 5     | 149   |
| 4 | Now Motor Sport        | 3     | 5     | 2     | 4     | 6     | 3     | 8     | 4     | 7     | 7     | 5     | Rit   | 6     | 6     | 3     | 4     | 6     | Rit   | 132   |
| 5 | Denso Team Le Beausset | 6     | 6     | 4     | 7     | 4     | 5     | 9     | 3     | 5     | 6     | 8     | Rit   | 7     | 9     | 11    | 9     | 9     | 4     | 98    |
| 6 | Toda Racing            | 8     | 9     | Rit   | 11    | 5     | 6     | 7     | Rit   | 6     | 9     | 7     | Rit   | 8     | 7     | Rit   | 7     | 8     | 8     | 54    |
| Pos | Team                   | FUJ 1 | FUJ 2 | AUT 1 | AUT 2 | SUZ 1 | SUZ 2 | MOT 1 | MOT 2 | OKA 1 | OKA 2 | SUZ 1 | SUZ 2 | MOT 1 | MOT 2 | FUJ 1 | FUJ 2 | SUG 1 | SUG 2 | Punti |

### Classifica Motoristi
- I punti sono assegnati secondo lo schema seguente:

| Sistema di punteggio | Sistema di punteggio | Sistema di punteggio | Sistema di punteggio | Sistema di punteggio | Sistema di punteggio | Sistema di punteggio | Sistema di punteggio | Sistema di punteggio | Sistema di punteggio | Sistema di punteggio |
| 1°                   | 2°                   | 3°                   | 4°                   | 5°                   | 6°                   | 7°                   | 8°                   | 9°                   | 10°                  |                      |
| -------------------- | -------------------- | -------------------- | -------------------- | -------------------- | -------------------- | -------------------- | -------------------- | -------------------- | -------------------- | -------------------- |
| 20                   | 15                   | 12                   | 10                   | 8                    | 6                    | 4                    | 3                    | 2                    | 1                    |                      |

- Solo il primo pilota giunto al traguardo marca punti.

| \| Pos \| Motorista \| FUJ 1 \| FUJ 2 \| AUT 1 \| AUT 2 \| SUZ 1 \| SUZ 2 \| MOT 1 \| MOT 2 \| OKA 1 \| OKA 2 \| SUZ 1 \| SUZ 2 \| MOT 1 \| MOT 2 \| FUJ 1 \| FUJ 2 \| SUG 1 \| SUG 2 \| Punti \| \| --- \| ------------ \| ----- \| ----- \| ----- \| ----- \| ----- \| ----- \| ----- \| ----- \| ----- \| ----- \| ----- \| ----- \| ----- \| ----- \| ----- \| ----- \| ----- \| ----- \| ----- \| \| 1 \| Toyota/TOM'S \| 1 \| 1 \| 1 \| 1 \| 2 \| 1 \| 1 \| 2 \| 2 \| 1 \| 1 \| 1 \| 1 \| 1 \| 1 \| 1 \| 1 \| 1 \| 345 \| \| 2 \| Mugen-Honda \| 5 \| 7 \| 5 \| 5 \| 5 \| 4 \| 5 \| 10 \| 1 \| 4 \| 3 \| 4 \| 4 \| 4 \| 5 \| 6 \| 5 \| 6 \| 162 \| \| 3 \| Nismo Nissan \| NP \| 4 \| 6 \| 6 \| 1 \| 2 \| 3 \| 1 \| 4 \| 8 \| 6 \| 5 \| Rit \| 8 \| 8 \| 5 \| 4 \| 5 \| 149 \| \| 4 \| Toyota \| 6 \| 6 \| 4 \| 7 \| 4 \| 5 \| 9 \| 3 \| 5 \| 6 \| 8 \| Rit \| 7 \| 9 \| 11 \| 9 \| 9 \| 4 \| 98 \| \| Pos \| Motorista \| FUJ 1 \| FUJ 2 \| AUT 1 \| AUT 2 \| SUZ 1 \| SUZ 2 \| MOT 1 \| MOT 2 \| OKA 1 \| OKA 2 \| SUZ 1 \| SUZ 2 \| MOT 1 \| MOT 2 \| FUJ 1 \| FUJ 2 \| SUG 1 \| SUG 2 \| Punti \| |              |       |       |       |       |       |       |       |       |       |       |       |       |       |       |       |       |       |       |       |
| Pos | Motorista    | FUJ 1 | FUJ 2 | AUT 1 | AUT 2 | SUZ 1 | SUZ 2 | MOT 1 | MOT 2 | OKA 1 | OKA 2 | SUZ 1 | SUZ 2 | MOT 1 | MOT 2 | FUJ 1 | FUJ 2 | SUG 1 | SUG 2 | Punti |
| 1 | Toyota/TOM'S | 1     | 1     | 1     | 1     | 2     | 1     | 1     | 2     | 2     | 1     | 1     | 1     | 1     | 1     | 1     | 1     | 1     | 1     | 345   |
| 2 | Mugen-Honda  | 5     | 7     | 5     | 5     | 5     | 4     | 5     | 10    | 1     | 4     | 3     | 4     | 4     | 4     | 5     | 6     | 5     | 6     | 162   |
| 3 | Nismo Nissan | NP    | 4     | 6     | 6     | 1     | 2     | 3     | 1     | 4     | 8     | 6     | 5     | Rit   | 8     | 8     | 5     | 4     | 5     | 149   |
| 4 | Toyota       | 6     | 6     | 4     | 7     | 4     | 5     | 9     | 3     | 5     | 6     | 8     | Rit   | 7     | 9     | 11    | 9     | 9     | 4     | 98    |
| Pos | Motorista    | FUJ 1 | FUJ 2 | AUT 1 | AUT 2 | SUZ 1 | SUZ 2 | MOT 1 | MOT 2 | OKA 1 | OKA 2 | SUZ 1 | SUZ 2 | MOT 1 | MOT 2 | FUJ 1 | FUJ 2 | SUG 1 | SUG 2 | Punti |

### Classe Nazionale
- I punti sono assegnati secondo lo schema seguente:

| Sistema di punteggio | Sistema di punteggio | Sistema di punteggio | Sistema di punteggio | Sistema di punteggio | Sistema di punteggio | Sistema di punteggio |
| 1°                   | 2°                   | 3°                   | 4°                   | 5°                   | 6°                   |                      |
| -------------------- | -------------------- | -------------------- | -------------------- | -------------------- | -------------------- | -------------------- |
| 10                   | 6                    | 4                    | 3                    | 2                    | 1                    |                      |

| Pos | Pilota               | FUJ 1 | FUJ 2 | AUT 1 | AUT 2 | SUZ 1 | SUZ 2 | MOT 1 | MOT 2 | OKA 1 | OKA 2 | SUZ 1 | SUZ 2 | MOT 1 | MOT 2 | FUJ 1 | FUJ 2 | SUG 1 | SUG 2 | Punti |
| --- | -------------------- | ----- | ----- | ----- | ----- | ----- | ----- | ----- | ----- | ----- | ----- | ----- | ----- | ----- | ----- | ----- | ----- | ----- | ----- | ----- |
| 1   | Hideki Yamauchi      | 9     | 15    | 9     | 14    | 9     | 8     | 10    | 6     | 12    | 13    | 9     | 7     | 10    | 11    | 7     | 10    | 10    | 14    | 121   |
| 2   | Alexandre Imperatori | 11    | 11    | 8     | 9     | 14    | Rit   | 11    | 5     | Rit   | 10    | 13    | 8     | 9     | 10    | 10    | 11    | 13    | 11    | 96    |
| 3   | Masaki Matsushita    | 13    | 10    | 11    | 15    | 12    | 9     | 14    | 9     | 11    | 12    | 10    | 6     | 11    | 13    | 9     | 12    | 11    | 10    | 85    |
| 4   | Zahir Ali            | 10    | 12    | 12    | 12    | Rit   | Rit   | 12    | 8     | 10    | 14    | 12    | 9     | 13    | 12    | 12    | 13    | 12    | 12    | 61    |
| 5   | Hideto Yasuoka       | Rit   | Rit   | Rit   | 8     | 11    | 10    | 13    | 7     | 13    | 15    | 11    | 10    | 12    | 14    | 14    | 14    | 14    | 9     | 55    |
| 6   | Takashi Nagase       | 12    | 13    | 13    | Rit   | 10    | Rit   | NP    | NP    | Rit   | 11    |       |       |       |       |       |       |       |       | 20    |
| 7   | Motoki Sakurai       | 14    | 14    | 14    | 13    | 13    | 12    | 15    | 11    | 14    | 16    | 15    | Rit   | 14    | 16    | 15    | 16    | 16    | 13    | 19    |
| 8   | Katsuaki Kubota      |       |       |       |       |       |       |       |       |       |       | 14    | Rit   | 15    | 15    | 13    | 15    | 15    | Rit   | 6     |
| Pos | Pilota               | FUJ 1 | FUJ 2 | AUT 1 | AUT 2 | SUZ 1 | SUZ 2 | MOT 1 | MOT 2 | OKA 1 | OKA 2 | SUZ 1 | SUZ 2 | MOT 1 | MOT 2 | FUJ 1 | FUJ 2 | SUG 1 | SUG 2 | Punti |

| Colore  | Risultato             |
| ------- | --------------------- |
| Oro     | Vincitore             |
| Argento | 2º posto              |
| Bronzo  | 3º posto              |
| Verde   | Finito a punti        |
| Blu     | Finito senza punti    |
| Viola   | Ritirato (Rit)        |
| Viola   | Non classificato (NC) |
| Rosso   | Non qualificato (NQ)  |
| Nero    | Squalificato (SQ)     |
| Bianco  | Non partito (NP)      |
| Bianco  | Non ha gareggiato     |
| Bianco  | Infortunato (INF)     |
| Bianco  | Escluso (ES)          |
| Bianco  | Gara cancellata (C)   |